# نمازخانه برانکاچی
نمازخانه برانکاچی (به ایتالیایی: Cappella dei Brancacci) نمازخانه کلیسای 

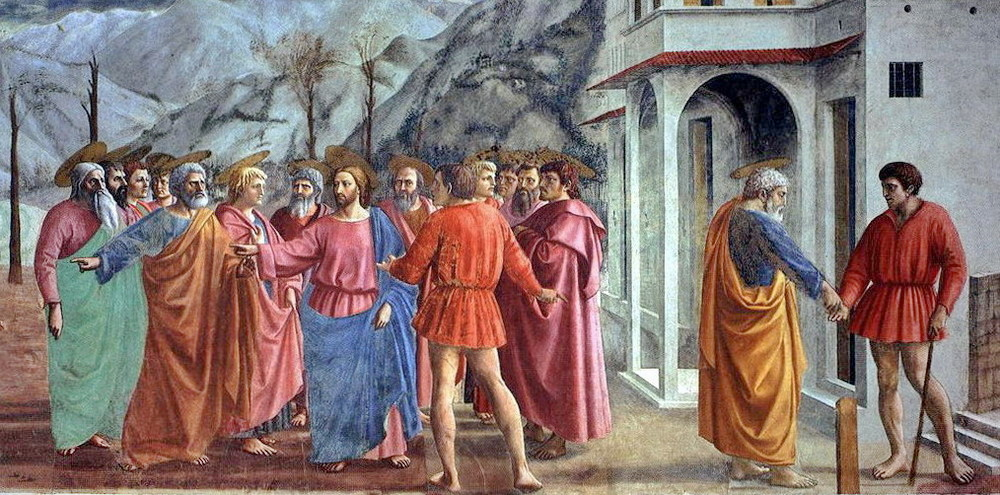
پیدا کردن سکه در دهان ماهی، نقاشی دیواری اثر مازاتچو واقع در نمازخانه برانکاچی.

سانتا ماریا دل کارمین در فلورانس ایتالیاست. این نمازخانه گاهی به خاطر چرخه نقاشی‌هایش که در میان تأثیرگذارترین و مشهورترین نقاشی‌های دوران خود قرار می‌گیرد، «کلیسای سیستین دوران اولیه رنسانس» خوانده می‌شود. ساختمان نمازخانه به فلیس برانکاچی سپرده شده و از ۱۳۸۶ میلادی آغاز شده است. دسترسی عمومی به این نمازخانه هم‌اکنون از طریق کلیسای مجاورش که طراحی‌شده به‌دست فیلیپو برونلسکی است، میسر است. کلیسا و نمازخانه راه دسترسی جداگانه‌ای دارند و بخش‌های قابل بازدیدشان و زمان بازگشایی آن‌ها نیز متفاوت است و بسیار دشوار است که بتوان باقی کلیسا را از نمازخانه دید.
حامی تزئینات تصویری این نمازخانه، فلیس برانکاچی فرزند پیترو برانکاچی بود که تا ۱۴۲۳ سفیر فلورانسی قاهره بود. او پس از بازگشت به فلورانس، ماسولینو دا پانیکال را به خدمت گرفت تا نمازخانه‌اش را نقاشی کند.دستیار ۲۱ ساله ماسولینو، مازاتچو بود که هجده‌سال جوان‌تر از او بود. در حین نقاشی، ماسولینو به مجارستان رفت تا نقاش شاه بشود و مازاتچو ادامه نقاشی‌ها را به‌عهده گرفت. ماسولینو پس از بازگشت از مجارستان از استعداد شاگرد جوانش مطلع شد. سپس مازاتچو به رم احضار شد و پیش از تمام شدن کار نمازخانه، در ۲۷ سالگی درگذشت. بخشی از نمازخانه بعدها توسط فیلیپینو لیپی تکمیل شد. بخشی از نقاشی‌ها در دوران باروک غیرمجاز تشخیص داده شد و یک مقبره در برابر آن‌ها ساخته شد.